# Storm Ludvigsen
Storm Klaus Ludvig Malakias Ludvigsen (* 1962) ist ein grönländischer Politiker.

## Leben
Storm Ludvigsen ist verheiratet mit Naja Rosing Ludvigsen. Er kandidierte erstmals bei der Kommunalwahl 2008 und erhielt die zweitmeisten Stimmen der Kandidaten der Inuit Ataqatigiit in der neuen Kommuneqarfik Sermersooq. Der Wählbarkeitsausschuss erklärte ihn jedoch für unwählbar, da er 2003 zu einer Gefängnisstrafe wegen Hehlerei, die er 2001 begangen hatte, verurteilt worden war. Dennoch kandidierte er auch bei der Parlamentswahl 2009 und wurde ins Inatsisartut gewählt und für wählbar erklärt. Bei der Parlamentswahl 2013 trat er nicht mehr an, konnte jedoch seinen Sitz im Kommunalrat bei der Kommunalwahl 2013 verteidigen. Bei der Kommunalwahl 2017 erreichte er nur den zweiten Nachrückerplatz der Inuit Ataqatigiit. Bei der Parlamentswahl 2018 trat er wieder an, wurde aber nicht gewählt. Bei der Kommunalwahl 2021 erreichte er den ersten Nachrückerplatz seiner Partei. Sein Unternehmen Tarraq stand für den Betrieb der Obdachlosenherberge in Nuuk, bis der Vertrag 2021 wegen Betriebsproblemen von der Kommune aufgelöst wurde. 2023 wurde er als Nachrücker Mitglied des Kommunalrats, allerdings hatte er mittlerweile die Inuit Ataqatigiit verlassen und war nun parteilos. Bei der Parlamentswahl 2025 trat er für die Siumut an, erhielt aber nur elf Stimmen. Auch bei der Kommunalwahl verpasste er einen Sitz.
Von 2013 bis 2017 war er Aufsichtsratsvorsitzender von Nuup Bussii.